# Stadionul Areni
Stadionul Areni este un stadion multifuncțional din Suceava, România. În prezent, este folosit de echipa de fotbal Cetatea Suceava. Stadionul a avut o capacitate totală de 12.500 de locuri și a fost inaugurat în 1963. În plus, stadionul a fost, de asemenea, renovat între perioadele 1976-1977, 1980-1982 și, respectiv, 2002. După ce au fost instalate scaune, acesta are o capacitate de 7.000 de locuri.

## Chiriași
- CSM Suceava (1972–1997)
- FC Foresta Fălticeni (1997–2003)
- FC Cetatea Suceava (2004–2010)
- CS Sporting Suceava (2008–2014)
- ACS Foresta Suceava (2008–2024)

## Istoric
Stadionul Areni a fost amenajat prin muncă patriotică, fiind inaugurat oficial în anul 1963, când s-a finalizat construcția tribunei principale prevăzută la parter cu vestiare pentru sportivi. Inițial s-a numit Stadionul Municipal.
Stadionul a fost extins în anii 1976–1977 (când s-au adăugat tribunele laterale) și 1980–1982 (când s-a construit tribuna a doua). În anul 2002, stadionul a fost modernizat modificându-se aspectul și confortul tribunei oficiale, au fost vopsite peluzele și spațiile din cadrul tribunei a doua, s-au înlocuit gradenele cu scaune și s-a amenajat un grup sanitar. În prezent se află pe locul al 31-lea într-un clasament al celor mai vechi stadioane din România.
Capacitatea stadionului a fost restrânsă de la 12.500 la 7.000 de locuri și este destinat în principal meciurilor de fotbal, dar se organizează aici și alte tipuri de competiții sportive, existând o pistă de atletism, precum și spectacole muzicale.
La data de 23 aprilie 2009 a fost organizat aici un concert al pianistului francez Richard Clayderman, la care au asistat peste 12.000 spectatori.

## Imagini

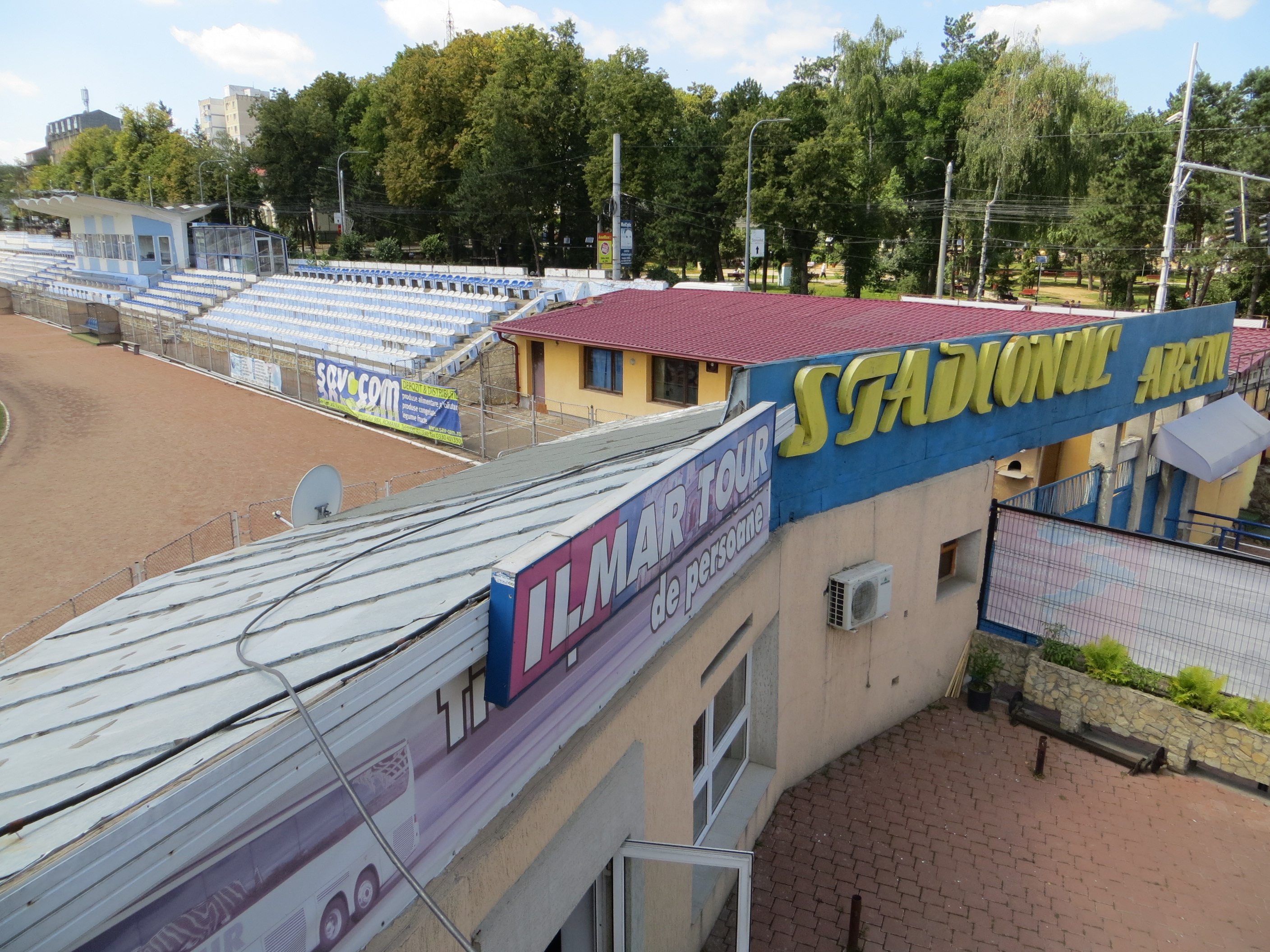
Intrarea principală și tribuna întâi
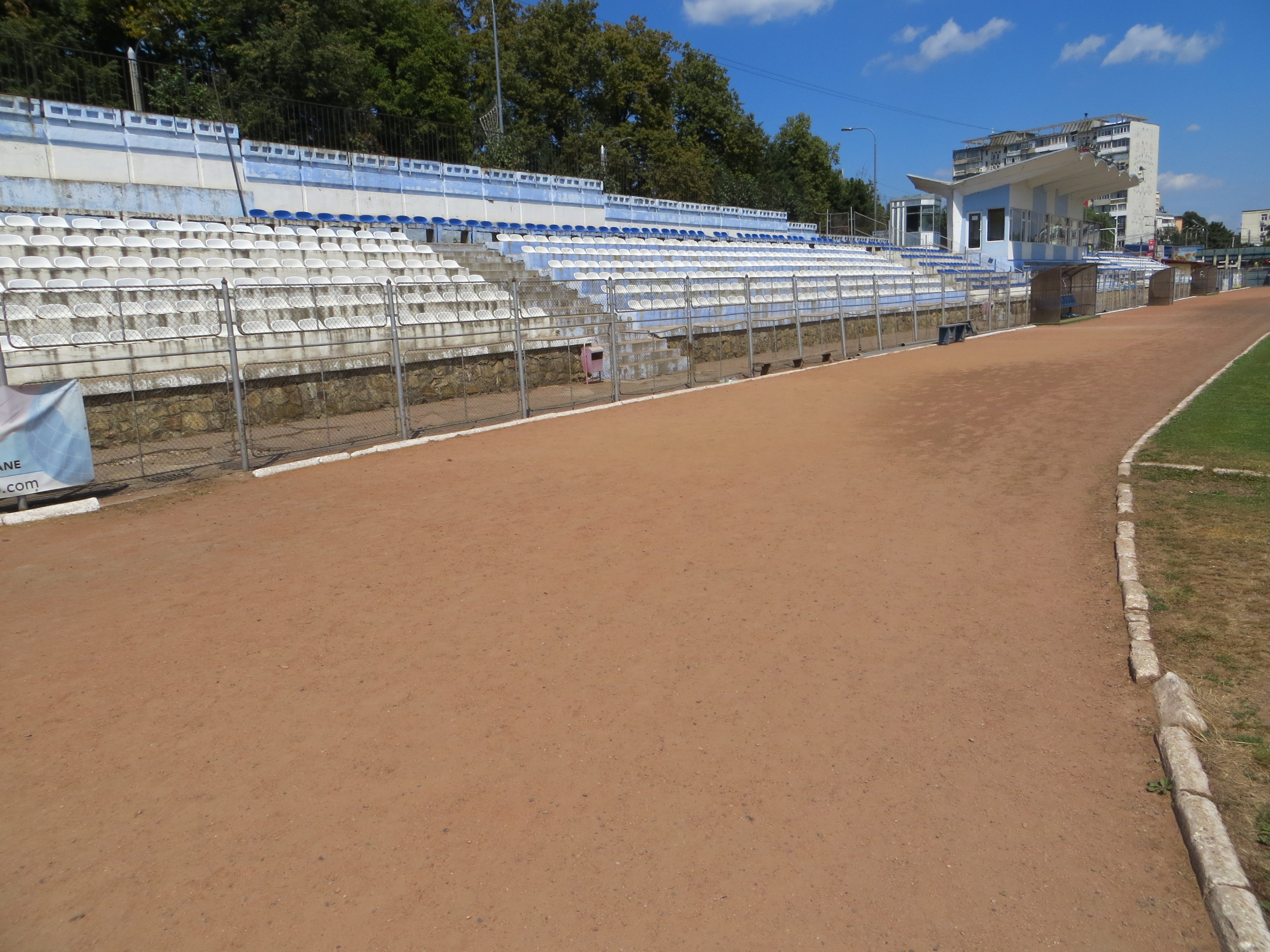
Pista de atletism și tribuna întâi
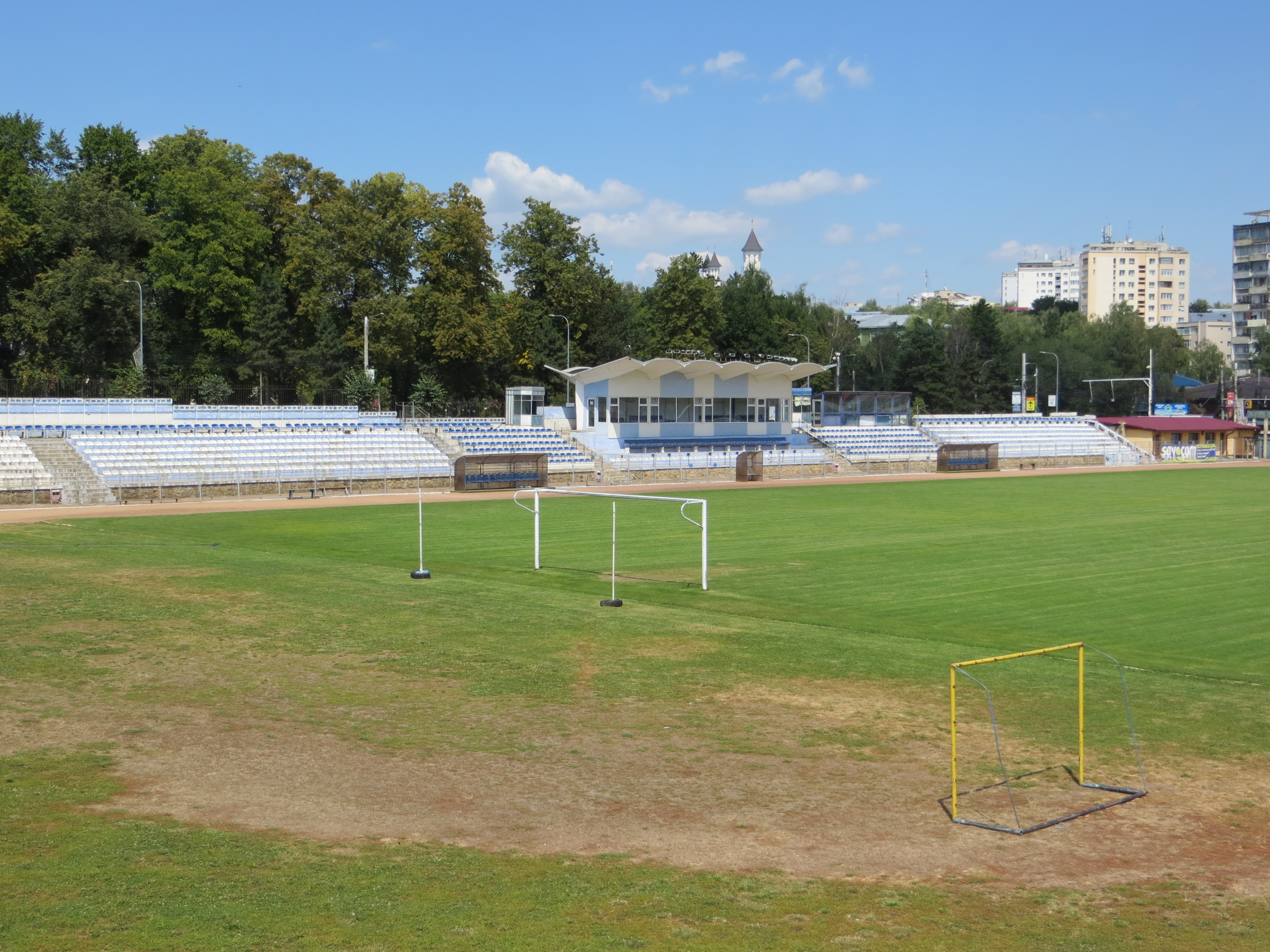
Tribuna întâi
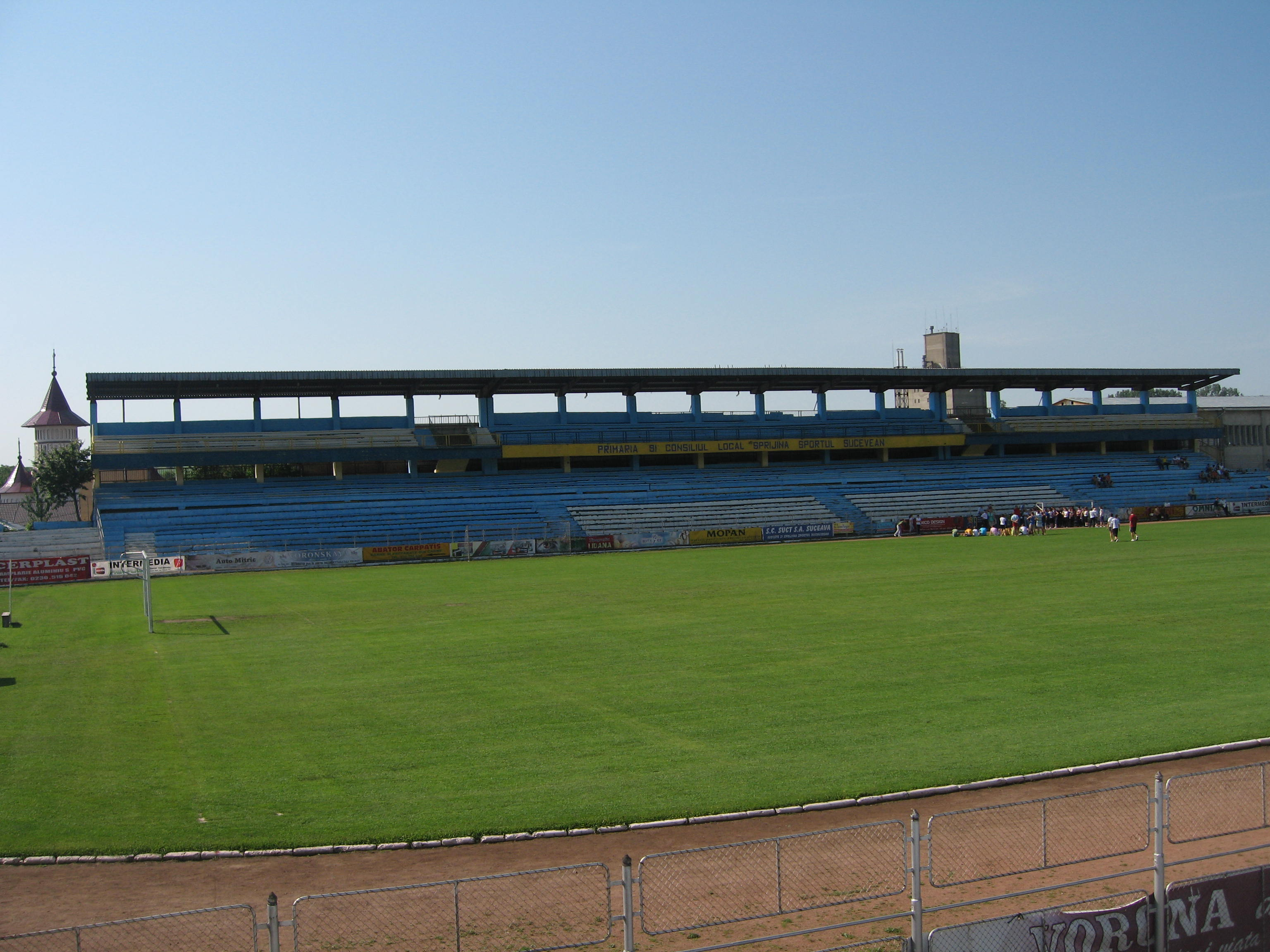
Tribuna a doua
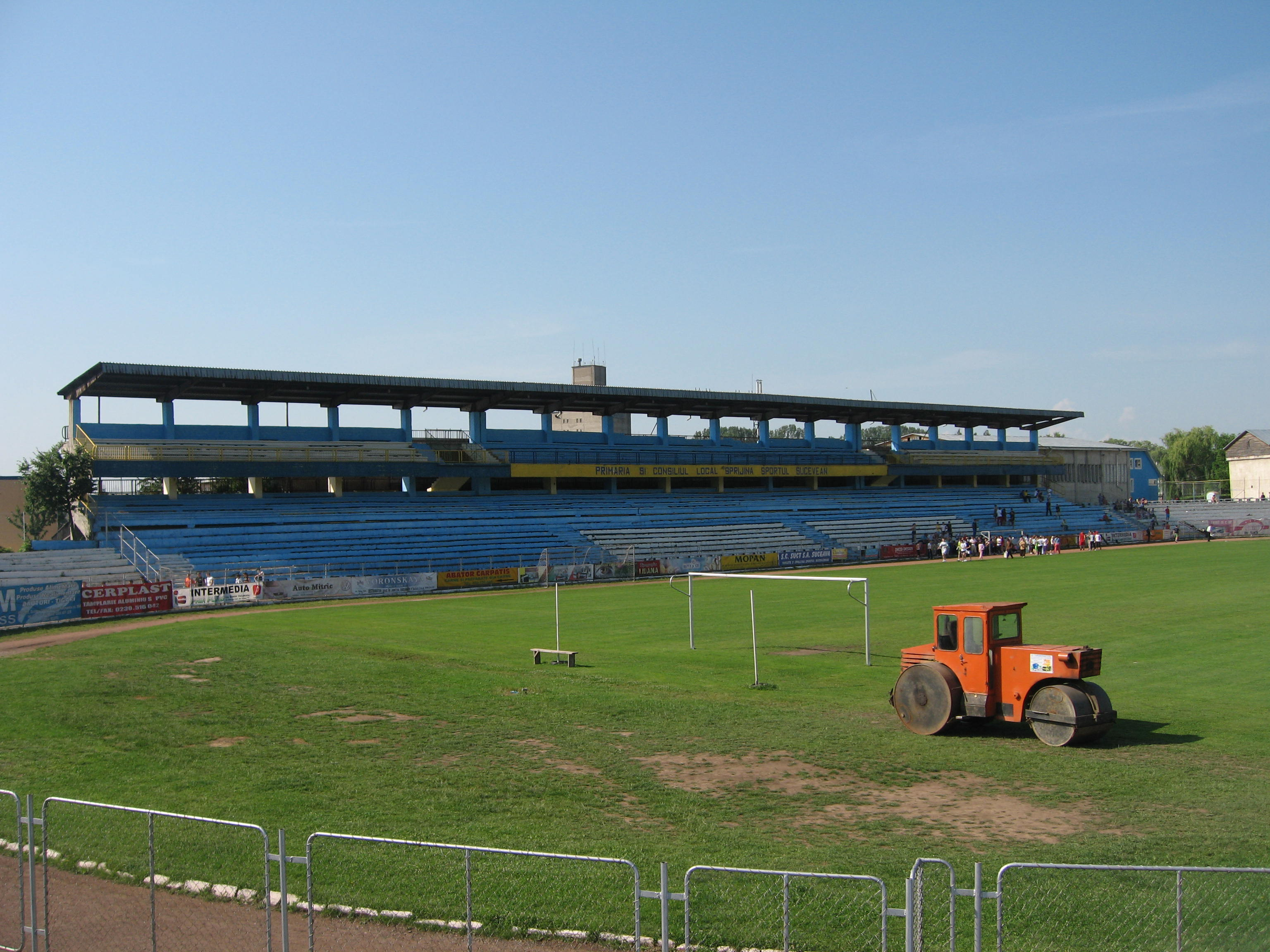
Tribuna a doua
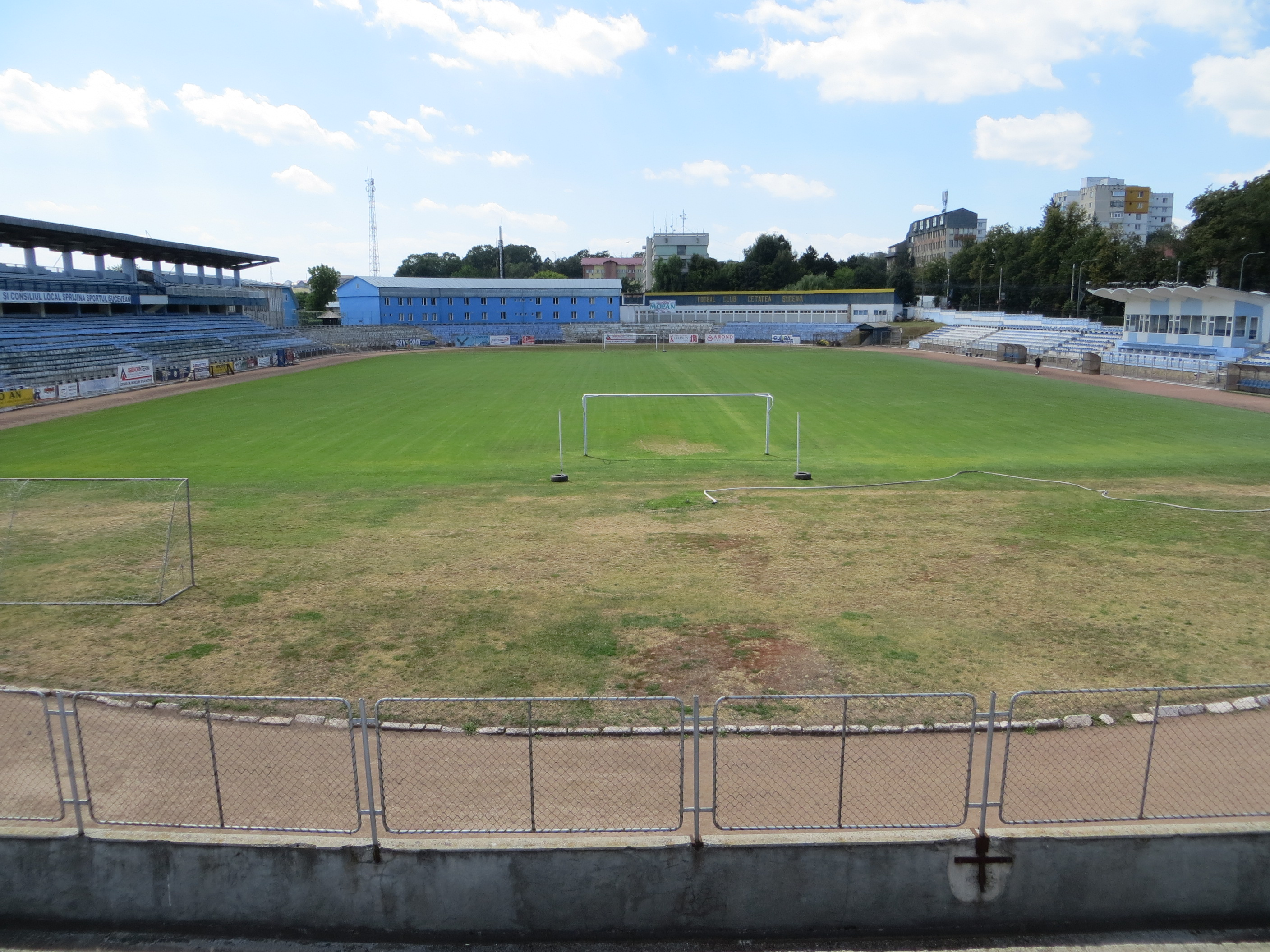
Vedere din peluza A către peluza B
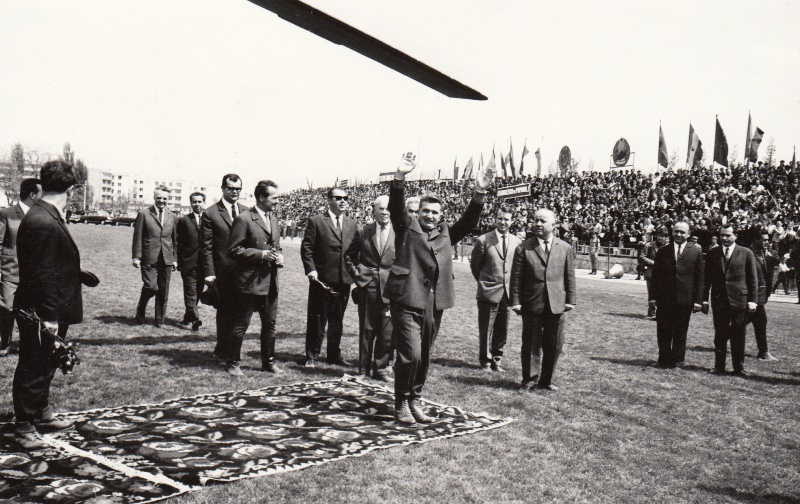
Nicolae Ceaușescu în vizită de lucru la Suceava (1970). Primire pe Stadionul Areni.
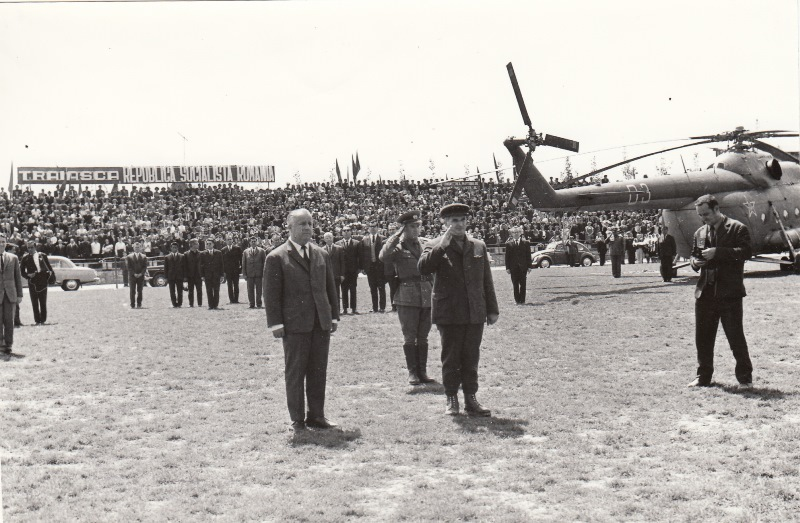
Nicolae Ceaușescu în vizită de lucru la Suceava (1970). Primire pe Stadionul Areni.